# Jakub Tylman
Jakub Tylman (* 29. prosince 1983) je český violoncellista.

## Biografie
Na violoncello začal hrát v šesti letech na Hudební škole hl. m. Prahy ve třídě Martina Škampy. Ve studiu pokračoval na Gymnáziu Jana Nerudy s hudebním zaměřením po vedením Miroslava Petráše a na Pražské konzervatoři u Vladana Kočího a Jiřího Bárty. Po maturitě studoval v Berlíně ve třídě Borise Pergamenščikova, a od r. 2005 u Franse Helmersona v Kolíně nad Rýnem. Byl vybrán jako aktivní účastník mistrovských kurzů s Heinrichem Schiffem, Bernardem Greenhousem, Annerem Bylsmou, Pieterem Wispelweyem, aj.
Je laureátem mnoha národních soutěží, stal se např. finalistou soutěže „Talent roku“. Z mezinárodních soutěžních ocenění např. EMCY – Soutěž o Evropskou hudební cenu v Oslo, Concerto Competition Sewanee v Tennessee, První cena na Dotzauerově soutěži v Drážďanech, a účast ve finále Eurovizní soutěže mladých hudebníků v Berlíně.
Je držitelem cen „Firmenich Prize“ z prestižního hudebního festivalu ve švýcarském Verbieru a „Europäischer Hoffnungspreis für Musik“ - udělena nadacemi Evropského společenství a Prix Européens.
Jako sólista spolupracoval mj. s Pražskou komorní filharmonií, Rozhlasovým symfonickým orchestrem Berlín, Rozhlasovým orchestrem Oslo a Rozhlasovým orchestrem Saarbruecken. Dále pak např. s Petrem Ebenem, Václavem Hudečkem, Alexandrem Lonquichem, Vladimírem Válkem, Bjarte Engesetem a Markem Janowským.